# Michael Kasper (Historiker, 1980)
Michael Kasper (* 1980 in Mürzzuschlag) ist ein österreichischer Historiker und Museumsleiter.

## Werdegang
Kasper wuchs in Gortipohl im Montafon (Vorarlberg) auf. Er besuchte von 1990 bis 1998 das Bundesgymnasium Bludenz. Anschließend absolvierte er an der Universität Innsbruck die Lehramtsstudien Geschichte, Sozialkunde und Politische Bildung, Geographie und Wirtschaftskunde und Katholische Religion und schloss diese 2006 bzw. 2008 jeweils mit der Sponsion zum Mag. phil. ab.
In seiner Diplomarbeit setzte er sich mit einem Montafoner Steuerbuch aus dem 17. Jahrhundert auseinander.
Von 2007 bis 2011 unterrichtete Kasper an verschiedenen höheren Schulen in Tirol und Vorarlberg (HAK/HAS Feldkirch, Akademisches Gymnasium Innsbruck, HTL Imst).
Parallel dazu ist er seit 2006 in unterschiedlichen Funktionen als Tutor, Studienassistent und wissenschaftlicher Mitarbeiter am Institut für Geographie, am Institut für praktische Theologie bzw. am Institut für Geschichtswissenschaften und Europäische Ethnologie der Universität Innsbruck tätig.
Seit 2002 ist er als freischaffender Historiker tätig und hat verschiedene Projekte in Südtirol, Tirol und Vorarlberg umgesetzt.
Im Jahr 2011 wechselte Kasper als kulturwissenschaftlicher Bereichsleiter zum Stand Montafon und war bis 2024 für die Montafoner Museen, das Montafon Archiv sowie verschiedene kulturgeschichtliche Projekte im Montafon zuständig.
Sein Doktoratsstudium schloss er 2017 mit der Promotion zum Dr. phil. und einer Dissertation zu ländlichen Eliten in Westtirol und Vorarlberg um 1800 in Innsbruck ab. Von 2012 bis 2024 war Kasper Obmann des Heimatschutzvereins Montafon und 2020–2023 Obmann des Geschichtsvereins Region Bludenz. Im September 2023 wurde er als Nachfolger von Andreas Rudigier zum Direktor des vorarlberg museums ab dem 1. Februar 2024 bestellt.
Seine Forschungsschwerpunkte sind die (Sozial)geschichte des ländlichen, alpinen Raumes in der Neuzeit, die Geschichte des NS-Regimes sowie die Alpin- und Tourismusgeschichte. Regional liegt sein Fokus auf Tirol, Vorarlberg und den umliegenden Gebieten.

## Publikationen
Monografie
- Montafoner Steuerbücher. Quellen zur Sozialgeschichte des Montafons im 17. Jahrhundert. (= Quellen zur Geschichte Vorarlbergs 13), Regensburg 2011.
- Die Hungerjahre 1814–1817 in Tirol. Eine wirtschafts- und sozialgeschichtliche Darstellung, verfasst von Josef Penz. Mit einer Einführung, biografischen Hinweisen und einem Anhang, Innsbruck 2016.
- Ländliche Elite zwischen Beharrung und Wandel? Die regionale Oberschicht in Westtirol und Vorarlberg 1780–1830. Universitätsverlag Wagner. Innsbruck 2019.
- Das Montafon unterm Hakenkreuz. Montafoner Schriftenreihe 33, Universitätsverlag Wagner, Innsbruck 2023, ISBN 978-3-7030-6591-0.[10]

- 100 Jahre Energie aus Vorarlberg. Studien Verlag, Innsbruck 2024, ISBN 978-3-7065-6399-4.

Monografie Mitautor
- mit Andreas Brugger, Friedrich Juen: Kindheit und Jugend im Montafon in historischen Fotografien (= Sonderband zur Montafoner Schriftenreihe 25), Erfurt 2017.
- mit Alfons Dür: Geschichte der Gerichtsbarkeit im Montafon 1775–2017. (= Montafoner Schriftenreihe 27), Schruns 2017.
- mit Edith Hessenberger: Willkommen im Montafon! Tourismusgeschichte eines Alpentales. (= Sonderband zur Montafoner Schriftenreihe 30), Universitätsverlag Wagner, Innsbruck 2020.
- mit Klaus Pfeifer, Raimund Rhomberg: Montafoner Hausgeschichten. Bau- und Nutzungsgeschichte der Museumsgebäude in Bartholomäberg, Gaschurn, Schruns und Silbertal. (= Kleine Schriften der Montafoner Museen 2), Schruns 2022.

Herausgeberschaft
- mit Edith Hessenberger: Lebenswelten junger Menschen im Montafon. (= Montafoner Schriftenreihe 17), Schruns 2006.
- Röbi und Rongg. Beiträge zum Maisäß- und Alpwesen in Gargellen. (= Montafoner Schriftenreihe 22), Schruns 2009.
- mit Edith Hessenberger, Andreas Rudigier, Bruno Winkler: Jahre der Heimsuchung. Historische Erzählbilder von Zerstörung und Not im Montafon. (= Sonderband zur Montafoner Schriftenreihe 12), Schruns 2010.
- mit Klaus Pfeifer: Netza, Monigg und Sasarscha. Traditionelle Berglandwirtschaft in Gortipohl (= Montafoner Schriftenreihe 23), Schruns 2011.
- Montafon Lesebuch. Außen- und Innenansichten eines außergewöhnlichen Tals. Dornbirn 2012.
- mit Friedrich Juen, Andreas Rudigier: ViaValtellina. Montafon (= Sonderband zur Montafoner Schriftenreihe 16), Schruns 2012.
- Silvretta Historica. Zeitreise durch die Silvretta (= Sonderband zur Montafoner Schriftenreihe 20), Schruns 2013.
- mit Andreas Rudigier: Damüls. Beiträge zur Geschichte und Gegenwart. Damüls 2013.
- mit Martin Korenjak, Robert Rollinger, Andreas Rudigier: Alltag, Albtraum, Abenteuer. Gebirgsüberschreitung und Gipfelsturm in der Geschichte. (= Montafoner Gipfeltreffen 1), Wien/Köln/Weimar 2015.
- Mythos Piz Buin. Kulturgeschichte eines Berges. Innsbruck 2015.
- Michael Kasper, Christof Thöny (Hg.): 14/45 – Der Süden Vorarlbergs im Zeitalter der Extreme. (= Sonderband zur Montafoner Schriftenreihe 23), Schruns 2016.
- mit Martin Korenjak, Robert Rollinger, Andreas Rudigier: Entdeckungen der Landschaft. Raum und Kultur in Geschichte und Gegenwart. (= Montafoner Gipfeltreffen 2), Wien/Köln/Weimar 2017.
- mit Fabian Frommelt, Florian Hitz, Christof Thöny: Das Jahr ohne Sommer. Die Hungerkrise 1816/17 im mittleren Alpenraum (= Schriftenreihe des Arbeitskreises für interregionale Geschichte des mittleren Alpenraumes 4, vorarlberg museum Schriften 31), Innsbruck 2017.
- mit Robert Rollinger, Andreas Rudigier: Sterben in den Bergen. Realität – Inszenierung – Verarbeitung. (= Montafoner Gipfeltreffen 3), Wien/Köln/Weimar 2018.
- mit Robert Rollinger, Andreas Rudigier, Kai Ruffing: Wirtschaften in den Bergen. Von Bergleuten, Hirten, Bauern, Künstlern, Händlern und Unternehmern. (= Montafoner Gipfeltreffen 4), Wien/Köln/Weimar 2020.
- mit Sophie Röder: Das Rellstal – Historisches Arbeiten, Leben und Wirtschaften. (= Montafoner Schriftenreihe 31), Innsbruck 2020.
- 150 Jahre Alpenverein Vorarlberg. Beiträge zur Alpinismusgeschichte. (= Bludenzer Geschichtsblätter 128+129), Bludenz 2021.
- mit Marina Hilber: krank – heil – gesund. Medizingeschichte(n) aus dem Montafon. (= Sonderband zur Montafoner Schriftenreihe 31), Universitätsverlag Wagner. Innsbruck 2022.
- mit Sophie Maier: Silbertal. (= Sonderband zur Montafoner Schriftenreihe 36), Silbertal 2023.
- mit Sophie Maier, Johannes Flury: Täler in Flammen. Krieg, Politik und Religion um Rätikon und Silvretta anno 1622. Universitätsverlag Wagner. Innsbruck 2024.